# Асєєв Юрій Сергійович
Юрій Сергійович Асє́єв (13 [26] грудня 1917, Київ, УНР — 4 жовтня 2005, Київ, Україна) — український архітектор, реставратор, мистецтвознавець, педагог. Лауреат Державної премії УРСР (1971), Заслужений архітектор України (1991), почесний член Академії архітектури України (1992), дійсний член ICOMOS (Всесвітньої організації охорони пам'яток), «Праведник Бабиного Яру» (2001).

## Життєпис

Церква Богородиці Пирогощої, відтворена у 1997—1998 роках

Навчався в Першій зразковій трудовій школі імені Т.Шевченка (директор — В.Дурдуківський).
Закінчив архітектурний факультет Київського інженерно-будівельного інституту, навчався у архітектора Йосипа Каракіса.
1943—1945 — під керівництвом Петра Барановського проводив обстеження та фіксацію пошкоджених у роки війни пам'яток давньоруського зодчества на території України.
Від 1944 — науковий співробітник Української філії Академії архітектури СРСР (з 1945 — Академії архітектури УРСР).
1948 — захистив кандидатську дисертацію і розпочав викладацьку діяльність у Київському інженерно-будівельному інстутуті.
З 1953 — доцент, професор Київського художнього інституту.
Похований на Байковому кладовищі в Києві.

## Доробок
Співавтор проектів реставрації Кирилівської церкви у Києві, П'ятницької церкви, Борисоглібського собору, Успенського собору Єлецького монастиря в Чернігові (1944—1945), реконструкції Золотих воріт у Києві (1982). Автор понад 20 наукових реконструкцій пам'яток архітектури Київської Русі.
Опублікував 16 книг, монографій та альбомів, понад 260 статей з історії давньої архітектури та мистецтва України.
Ю. С. Асєєв був дійсним членом Всесвітньої організації охорони пам'яток, був почесним членом Української академії архітектури (1992), доктором архітектури (1972), заслуженим архітектором України (1991), лауреатом Державної премії України в галузі науки і техніки (1971), членом Національної спілки архітекторів, членом комісії з відтворення видатних пам'яток історії та культури при Президентові України (1995).

## Сім'я
Донька Юрія Сергійовича — Наталія Юріївна Асєєва (народилася 18 березня 1947 року в Києві) — мистецтвознавець, член Національної спілки художників України (1986), кандидат мистецтвознавства (1980).

## Твори
- Орнаменти Софіï Киïвськоï. — К., 1949;
- Архітектура Кирилівського заповідника // Архітектурні пам'ятники. К., 1950;
- Памятники архитектуры Украины: Чертежи и фотогр.: Альбом. — К., 1954;
- Асеев Ю. С. Спаський собор у Чернігові. Пам'ятник архітектури XI ст. — К.: Держбуд-видав УРСР, 1959. — 14 с.
- Древний Киев, Х—XVII вв. М., 1956; Архитектура Крыма. К., 1961 (в соавт. с Лебедевым Г. А.);
- Новые данные о соборе Дмитриевского мон-ря в Киеве // Сов. Арх. 1961.
- Асеев Ю. С, Лебедев Г. А. Архитектура Крыма. — К: Госстройиздат УССР, 1961. — 239 с.
- Асеев Ю. С. Архітектура Київської Русі. — К.: Будівельник, 1969. — 191 с.
- Асеев Ю. С. Мистецтво стародавнього Києва. — К., 1969.
- Подорож в античний світ. К., 1970;
- Киевская София и древнерус. зодчество // София Киевская: Мат-лы исследований. — К., 1973;
- Асеев Ю. С. Пам'ятки архітектури.— В кн.: Ранньослов'янський та давньоруський періоди. Редкол.: В. И. Довженок (відп. ред.) та т. К.: Наукова думка, 1975. — С. 392—413. (Археологія Укр. РСР; Т. 3)
- Асеев Ю. С. Розповіді про архітектурні скарби. — К.: Радянська школа, 1976. — 184 с.
- Древнерусское искусство эпохи «Слова о полку Игореве» и груз. архитектура эпохи Руставели. — Тбилиси, 1977;
- Асеев Ю. С. Джерела: Мистецтво Київської Русі. — К.: Мистецтво, 1980. — 214 с.
- Архітектура давнього Києва. — К., 1982;
- Мистецтво Киïвськоï Русі. — К., 1989;
- Асеев Ю. С. Стилі в архітектурі України — К.: Будівельник, 1989. — 103 с.: іл.
- Асеев Ю. С., Дяченко Б. М. Украинский зодчий Дмитро Дяченко // СА. — 1990. — № 5. — С. 22—24.
- Професія — архітектор. — Київ, 1991.
  - Історія українського мистецтва (видання)